# Vallée de Marathon
La vallée de Marathon (en anglais : Marathon Valley) est une vallée de Mars.
Cartographiée, elle est visitée par le rover Opportunity en 2014-2015,. Son intérêt est sa présence de minéraux argileux découverts depuis l'orbite par spectromètre.
Le cratère Spirit of St. Louis se situe à son entrée ouest.